# أماندا هينج
أماندا هينج (بالإنجليزية: Amanda Heng) هي فنانة سنغافورية، ولدت في 1951.